# Besa (1908)
Besa var en tidning på albanska och turkiska med samhällelig inriktning. Den utkom med sammanlagt 12 nummer mellan åren 1908 och 1909; i ett nummer med namnet Besa-Bashkim. Tidningen var en av de första bland albaner i Istanbul efter kungörandet av den ungturkiska konstitutionen.